# Yamina Enedahl
Yamina Enedahl, född 27 oktober 1979 i Eds församling i Upplands Väsby, är en svensk fridykare och föreläsare.
Hon påbörjade sin fridykarsatsning efter att hon fått kontakt med en manta under en resa till Indonesien. Enedahl blev Sveriges första världsrekordhållare i fridykning då hon simmade 97 meter längddykning under vattnet i fridykningsgrenen Dynamisk apnéa utan fenor 2003. Rekordet gjordes i Randers. 
År 2014 utsågs hon till Årets Actionkvinna på Sweden Action Awards. 2015 gav hon talet One last breath – what freediving can teach leaders på TEDx Stockholms konferens Differentia som skildrar Enedahls resa mot världsrekordet. Enedahl har medverkat i flera TV produktioner så som TV4 Nyhetsmorgon, URs Idrottens himmel och helvete, SVT:s Svett och Etikett och som den återkommande rollen Träningsgandalf i SVT:s Träna med Kalle.